# Психологічна корекція
Психологічна корекція (психокорекція) — доцільно організована система психологічних впливів, спрямованих на зміну визначених особливостей (властивостей процесів, станів, ознак) психіки, які грають важливу роль у прояві хвороб, у їх патогенезі. Ці патологічні стани підвищують імовірність рецидивів і загострень хвороби, а також впливають на інвалідізацію і соціально-трудову адаптацію людей, які перенесли ті чи інші захворювання.
Психокорекція та психотерапія є видами психологічної допомоги, які передбачають активний цілеспрямований вплив на особистісний, поведінковий й інтелектуальний рівень функціонування людини.
Поняття психокорекції почало застосовуватися з народженням і розвитком практичної
психології. Як зазначає Т. С. Яценко, психокорекційний процес має відродити пластичність, мобільність психічної організації суб'єкта й тому зорієнтований
на вивчення статичних якостей психіки та виявлення їхніх дисфункцій .
І. В. Дубровіна розглядає психокорекцію як форму психолого-педагогічної діяльності, спрямовану на виправлення таких тенденцій психічного розвитку, які не відповідають гіпотетичній оптимальній моделі нормального розвитку.
Метою психологічної корекції є усунення недоліків у розвитку особистості. Психологічна корекція відрізняється від психологічного консультування та психотерапії тим, що вона не націлена на зміну поглядів, внутрішнього світу особистості і може здійснюватися навіть у тому випадку, коли клієнт не усвідомлює своїх проблем і психологічного змісту корекційних вправ. Психокорекція також розглядається як процес розширення діапазону реагування клієнта на ті чи інші подразники, формування навичок, що роблять його поведінку більш гнучкою, підвищують адаптивні можливості його
особистості.
Г. Онищенко, узагальнюючи ці підходи зазначає, що психологічна корекція є тактовним
втручанням у процеси психічного і особистісного розвитку людини з метою
виправлення відхилень у цих процесах і часто справляє вплив не лише на особистість, а й на її оточення, організацію її життєдіяльності.

## Ознаки психокорекції
Психокорекція характеризується такими ознаками:
- дискретність (означає вплив психолога на відносно незалежні конкретні складові внутрішнього світу людини);
- орієнтація на вікові норми (тобто орієнтація на певний контингент корекційного впливу — діти, підлітки тощо, або на використання відповідних методик).

Завдання психокорекції формулюються залежно від адресату (дитина з аномальним розвитком чи особистість, яка має відхилення і труднощі в межах психологічної норми), а також змісту корекційної роботи (корекція розумового чи емоційного розвитку, корекція і профілактика невротичних станів та неврозів).
Корекції підлягають такі недоліки характеру: підвищена збудливість, гнівливість, конфліктність, підвищена імпульсивність, песимізм, легковажність, упертість, байдужість, неохайність, надмірне прагнення до насолоди, гіпертрофована активність або пасивність, замкненість, хвороблива сором'язливість, схильність до крадіжок, негативізм, схильність до блукання, брехливість тощо.
Ці вади можуть бути дискретними і стосуватися лише певних аспектів емоційно-вольової сфери або мати тотальний характер і бути пов'язаними з акцентуаціями характеру, провідними переживаннями, системою ставлень і ціннісних орієнтацій.

## Способи і прийоми психокорекції
Психологічна корекція не має своїх специфічних методик, а користується залежно від потреб методами психотерапії, педагогічної психології, педагогіки, медицини.
С. Б. Бажутіна, Г. Г. Вороніна, І. П. Булах виділили ряд прийомів і способів впливу, які застосовуються для проведення психокорекційної роботи. Це проста пропозиція, парадоксальна інструкція, фантазування, інтерпретація психологом ситуації клієнта і запрошення його до нового бачення ситуації, порада (побажання) клієнту, саморозкриття психолога перед клієнтом, механізм «зворотнього зв'язку», відкриті і закриті запитання, повтор-переказ, логічні ланцюжки, емоційне резюме, діюче резюме. Опис та психологічний зміст цих способів і прийомів психокорекції подано у таблиці.

## Принципи психокорекції
Психокорекційна робота з дітьми ґрунтується на таких основних принципах :
1. Єдність діагностики і корекції. Корекційній роботі передує діагностика. Діагностика сприяє уточненню діагнозу та дозволяє оцінити ефективність корекційної роботи.
2. Діяльнісний принцип корекції. Основним засобом корекційно-розвивального впливу є взаємодія дорослого і дитини.
3. Орієнтація на зону найближчого розвитку дитини. Корекційна робота з дитиною не матиме ефекту за межами зони найближчого розвитку.
4. Спрямованість психокорекційної роботи «зверху донизу», тобто на створення оптимальних умов для розвитку вищих психічних функцій, які сприятимуть компенсації недоліків елементарних психічних процесів.
5. Принцип нормативності, тобто орієнтація при проведенні корекційної роботи та при оцінці її ефективності на еталони розвитку у певному віковому періоді.
6. Врахування системного характеру психічного розвитку. Корекційна робота спрямовується на усунення причин відхилень у розвитку.
7. Принцип «заміщуючого онтогенезу». Корекційна робота повинна розпочинатися з тієї «точки», з якої почалися відхилення від оптимальної програми розвитку.

Таблиця 
ОПИС І ПСИХОЛОГІЧНИЙ ЗМІСТ ПРИЙОМІВ І СПОСОБІВ ПСИХОКОРЕКЦІЇ
| Способи впливу                                | Можливі форми | Можливі форми | Можливі форми | Можливі форми | Можливі форми | Зміст способу і типові умови застосування |
| Проста пропозиція                             | «Я пропоную Вам зробити таке…» | «Я пропоную Вам зробити таке…» | «Я пропоную Вам зробити таке…» | «Я пропоную Вам зробити таке…» | «Я пропоную Вам зробити таке…» | Використовується у ситуації, коли клієнт фактично готовий до пропонованої дії, але через власну нерішучість не може її розпочати. Забороняється пропонувати клієнту прийняття життєво важливих рішень. |
| Парадоксальна інструкція                      | «Пропоную Вам продовжувати те, що Ви робите» | «Пропоную Вам продовжувати те, що Ви робите» | «Пропоную Вам продовжувати те, що Ви робите» | «Пропоную Вам продовжувати те, що Ви робите» | «Пропоную Вам продовжувати те, що Ви робите» | Доведення протиріч клієнта до такої межі, коли стає очевидним їх непродуктивний характер. Деякі клієнти починають усвідомлювати примітивність переживань, що викликає дана ситуація. Не можна пропонувати ригідним, схильним до застрягань особистостям. |
| Фантазування                                  | «Уявіть собі Вашу проблему. Опишіть те, що Ви відчуваєте, бачите, чуєте! Чи на цю проблему можна поглянути інакше? Спробуйте це зробити. А, можливо, ми зможемо ще щось помітити в цій ситуації? Чи можна інакше пояснити поведінку в ній інших людей і свою власну поведінку?» | «Уявіть собі Вашу проблему. Опишіть те, що Ви відчуваєте, бачите, чуєте! Чи на цю проблему можна поглянути інакше? Спробуйте це зробити. А, можливо, ми зможемо ще щось помітити в цій ситуації? Чи можна інакше пояснити поведінку в ній інших людей і свою власну поведінку?» | «Уявіть собі Вашу проблему. Опишіть те, що Ви відчуваєте, бачите, чуєте! Чи на цю проблему можна поглянути інакше? Спробуйте це зробити. А, можливо, ми зможемо ще щось помітити в цій ситуації? Чи можна інакше пояснити поведінку в ній інших людей і свою власну поведінку?» | «Уявіть собі Вашу проблему. Опишіть те, що Ви відчуваєте, бачите, чуєте! Чи на цю проблему можна поглянути інакше? Спробуйте це зробити. А, можливо, ми зможемо ще щось помітити в цій ситуації? Чи можна інакше пояснити поведінку в ній інших людей і свою власну поведінку?»                                                                                    | «Уявіть собі Вашу проблему. Опишіть те, що Ви відчуваєте, бачите, чуєте! Чи на цю проблему можна поглянути інакше? Спробуйте це зробити. А, можливо, ми зможемо ще щось помітити в цій ситуації? Чи можна інакше пояснити поведінку в ній інших людей і свою власну поведінку?»                                                                                    | Спектр дії дуже широкий. Використовують для відтворення і аналізу травмуючих обставин, виявлення особливостей реагування клієнта на психогенну ситуацію, а також для корекції поведінки і перенесення клієнта в подібну ситуацію. Один з основних прийомів розвитку рефлексії. Формує у клієнта здатність по-різному дивитися на травмуючий фактор. Застосовувати варто постійно. Неприпустимою є оцінка висловлювань, дій, переживань, думок клієнта. Психолог приймає інтерпретації клієнта і лише хоче сказати йому, що клієнт дещо не врахував у своєму баченні ситуації. |
| Запрошення клієнта до нового бачення ситуації | «Оскільки ми з вами з'ясували, який психологічний ефект може мати місце в даній ситуації, то спробуйте не поспішати з висновками, якщо зіштовхнетеся з подібними обставинами». «Отже, якою ви бачите вашу ситуацію?»                                                            | «Оскільки ми з вами з'ясували, який психологічний ефект може мати місце в даній ситуації, то спробуйте не поспішати з висновками, якщо зіштовхнетеся з подібними обставинами». «Отже, якою ви бачите вашу ситуацію?»                                                            | «Оскільки ми з вами з'ясували, який психологічний ефект може мати місце в даній ситуації, то спробуйте не поспішати з висновками, якщо зіштовхнетеся з подібними обставинами». «Отже, якою ви бачите вашу ситуацію?»                                                            | «Оскільки ми з вами з'ясували, який психологічний ефект може мати місце в даній ситуації, то спробуйте не поспішати з висновками, якщо зіштовхнетеся з подібними обставинами». «Отже, якою ви бачите вашу ситуацію?» | «Оскільки ми з вами з'ясували, який психологічний ефект може мати місце в даній ситуації, то спробуйте не поспішати з висновками, якщо зіштовхнетеся з подібними обставинами». «Отже, якою ви бачите вашу ситуацію?» | Передбачається обов'язкове розширення знань і вмінь клієнта з психології, на базі яких клієнту пропонується чітка рекомендація: що психологічно доцільно робити у схожих ситуаціях, а що робити не варто. |
| Способи впливу                                | Способи впливу | Способи впливу | Можливі форми | Зміст способу і типові умови застосування | Зміст способу і типові умови застосування | Зміст способу і типові умови застосування |
| Саморозкриття психолога перед клієнтом        | Саморозкриття психолога перед клієнтом | Саморозкриття психолога перед клієнтом | «Ви знаєте, зі мною колись теж траплялося подібне… Виразно пам'ятаю ці переживання. Як зараз бачу себе в цій ситуації, свої дії, поведінку.» | Саморозкриття психолога полягає в тому, щоб максимально ідентифікуватися зі сприйманням клієнтом даної проблеми. Можна використовувати на початку інтерв'ю для встановлення контакту з клієнтом. На стадії пошуку альтернативних шляхів розв'язання проблеми психолог розповідає, як би він поводився у подібній ситуації, показує, як можна в цій ситуації діяти. | Саморозкриття психолога полягає в тому, щоб максимально ідентифікуватися зі сприйманням клієнтом даної проблеми. Можна використовувати на початку інтерв'ю для встановлення контакту з клієнтом. На стадії пошуку альтернативних шляхів розв'язання проблеми психолог розповідає, як би він поводився у подібній ситуації, показує, як можна в цій ситуації діяти. | Саморозкриття психолога полягає в тому, щоб максимально ідентифікуватися зі сприйманням клієнтом даної проблеми. Можна використовувати на початку інтерв'ю для встановлення контакту з клієнтом. На стадії пошуку альтернативних шляхів розв'язання проблеми психолог розповідає, як би він поводився у подібній ситуації, показує, як можна в цій ситуації діяти. |
| Механізм «зворотного зв'язку»                 | Механізм «зворотного зв'язку» | Механізм «зворотного зв'язку» | «Дуже добре вас розумію… Так, вам можна поспівчувати… Охоче вірю, що одразу і не знатимеш, що відповісти в подібній ситуації.» | Дозволяє клієнту зрозуміти, як психолог сприймає його життєву ситуацію, і визначити певне емоційне ставлення психолога до клієнта, залежно від чіткості сигналів, які посилаються в ході зворотного зв'язку. | Дозволяє клієнту зрозуміти, як психолог сприймає його життєву ситуацію, і визначити певне емоційне ставлення психолога до клієнта, залежно від чіткості сигналів, які посилаються в ході зворотного зв'язку. | Дозволяє клієнту зрозуміти, як психолог сприймає його життєву ситуацію, і визначити певне емоційне ставлення психолога до клієнта, залежно від чіткості сигналів, які посилаються в ході зворотного зв'язку. |
| Відкриті запитання                            | Відкриті запитання | Відкриті запитання | «Хто? Де? Коли? Чому? Як? Опишіть в деталях вашу зустріч з сином після школи.» | Дозволяють отримати додаткову, відносно достовірну інформацію про проблему клієнта. Часто використовується при аналізі ситуації. | Дозволяють отримати додаткову, відносно достовірну інформацію про проблему клієнта. Часто використовується при аналізі ситуації. | Дозволяють отримати додаткову, відносно достовірну інформацію про проблему клієнта. Часто використовується при аналізі ситуації. |
| Закриті запитання                             | Закриті запитання | Закриті запитання | «Ніяк не можу зрозуміти, яку позицію ви займаєте: таку чи таку…» (Дається точний опис кожного варіанта поведінки). | Застосовують у тих випадках, коли клієнт висловлюється неясно, суперечливо, ухиляється від відповіді. | Застосовують у тих випадках, коли клієнт висловлюється неясно, суперечливо, ухиляється від відповіді. | Застосовують у тих випадках, коли клієнт висловлюється неясно, суперечливо, ухиляється від відповіді. |
| Повтор-переказ                                | Повтор-переказ | Повтор-переказ | «Чи правильно я зрозумів Вас? Ви говорите, що ця ситуація викликає у Вас такі ось почуття…» (Дається їх повний опис). | Дозволяє переконати клієнта, що психолог його розуміє, а також з'ясувати деякі обставини. Психолог аналізує ситуацію, поведінку, дії, характерні переживання клієнта. | Дозволяє переконати клієнта, що психолог його розуміє, а також з'ясувати деякі обставини. Психолог аналізує ситуацію, поведінку, дії, характерні переживання клієнта. | Дозволяє переконати клієнта, що психолог його розуміє, а також з'ясувати деякі обставини. Психолог аналізує ситуацію, поведінку, дії, характерні переживання клієнта. |
| Способи впливу                                | Способи впливу | Можливі форми | Можливі форми | Можливі форми | Зміст способу і типові умови застосування | Зміст способу і типові умови застосування |
| Логічний ланцюжок                             | Логічний ланцюжок | «Давайте спробуємо простежити логіку Ваших міркувань, якими переживаннями можуть супроводжуватися події, до яких дій і вчинків вони Вас підштовхують?» | «Давайте спробуємо простежити логіку Ваших міркувань, якими переживаннями можуть супроводжуватися події, до яких дій і вчинків вони Вас підштовхують?» | «Давайте спробуємо простежити логіку Ваших міркувань, якими переживаннями можуть супроводжуватися події, до яких дій і вчинків вони Вас підштовхують?» | Прийом показує клієнту, чим насправді можуть бути викликані його переживання і дозволяє йому спрогнозувати подальші дії. Використовуємо для навчання клієнта прогнозуванню, для ілюстрації помилково вибраного способу поведінки внаслідок логічно помилкових міркувань.                                                                                           | Прийом показує клієнту, чим насправді можуть бути викликані його переживання і дозволяє йому спрогнозувати подальші дії. Використовуємо для навчання клієнта прогнозуванню, для ілюстрації помилково вибраного способу поведінки внаслідок логічно помилкових міркувань. |
| Емоційне резюме                               | Емоційне резюме | «Давайте з Вами ще раз переживемо той момент. Пригадаємо всі помилки, відзначимо почуття, які могли б викликати у Вас акцентовані обставини» | «Давайте з Вами ще раз переживемо той момент. Пригадаємо всі помилки, відзначимо почуття, які могли б викликати у Вас акцентовані обставини» | «Давайте з Вами ще раз переживемо той момент. Пригадаємо всі помилки, відзначимо почуття, які могли б викликати у Вас акцентовані обставини» | Прийом використовується для полегшення розуміння клієнтом характеру власних переживань, для вироблення навичок «бачення» власних емоцій і почуттів, вміння говорити про них. Можна використовувати в ході всієї роботи з клієнтом. | Прийом використовується для полегшення розуміння клієнтом характеру власних переживань, для вироблення навичок «бачення» власних емоцій і почуттів, вміння говорити про них. Можна використовувати в ході всієї роботи з клієнтом. |
| Виплива-юче резюме                            | Виплива-юче резюме | «Отже, ми прийшли з Вами до висновків, які дозволяють Вам змінити характер Вашого ставлення до ситуації.» | «Отже, ми прийшли з Вами до висновків, які дозволяють Вам змінити характер Вашого ставлення до ситуації.» | «Отже, ми прийшли з Вами до висновків, які дозволяють Вам змінити характер Вашого ставлення до ситуації.» | Дає можливість підсумувати інтерв'ю, допомагає клієнту зробити узагальнення та конкретні кроки в реальному житті. Використовують прийом, як в ході інтерв'ю на окремих етапах, так і в кінці його, підбиваючи загальний підсумок розмові. | Дає можливість підсумувати інтерв'ю, допомагає клієнту зробити узагальнення та конкретні кроки в реальному житті. Використовують прийом, як в ході інтерв'ю на окремих етапах, так і в кінці його, підбиваючи загальний підсумок розмові. |
|                                               | | | | | | |

8. Випереджуючий характер психокорекції. Корекційна робота спрямовується на формування того, чого слід досягти у найближчій перспективі відповідно до законів вікового розвитку і становлення індивідуальності, а не на тренування того, що вже досягнуто дитиною.
9. Принцип наступності. Кожне наступне заняття планується з врахуванням того, що досягнуто дитиною на попередньому. Якщо дитина не зуміла виконати пропоноване завдання, то на наступному занятті пропонують спрощений його варіант.
10. Врахування індивідуально-психологічних особливостей дитини, її інтересів, здібностей, соціальної ситуації розвитку.
11. Емоційна насиченість занять. Дитина повинна отримувати задоволення від психокорекційних
занять.

## Етапи психокорекції
Основні етапи психокорекції при роботі зі школярами такі: 
- діагноз;
- прогноз (передбачення подальшого розвитку особистості за умови своєчасної корекції та за відсутності такої);
- створення психолого-педагогічної корекційної програми. У ній визначається мета, напрямки психокорекції, приблизна кількість занять, їх періодичність, тривалість занять; перераховуються прийоми та методи, які будуть використовуватися. Обов'язковою є наявність у корекційній програмі психологічної частини, яку здійснює психолог, та педагогічної, яку психолог розробляє з батьками, соціальними працівниками, педагогами тощо і здійснення якої відбувається під контролем психолога.
- виконання психокорекційної програми;
- аналіз її ефективності.